# Basel Yaldo

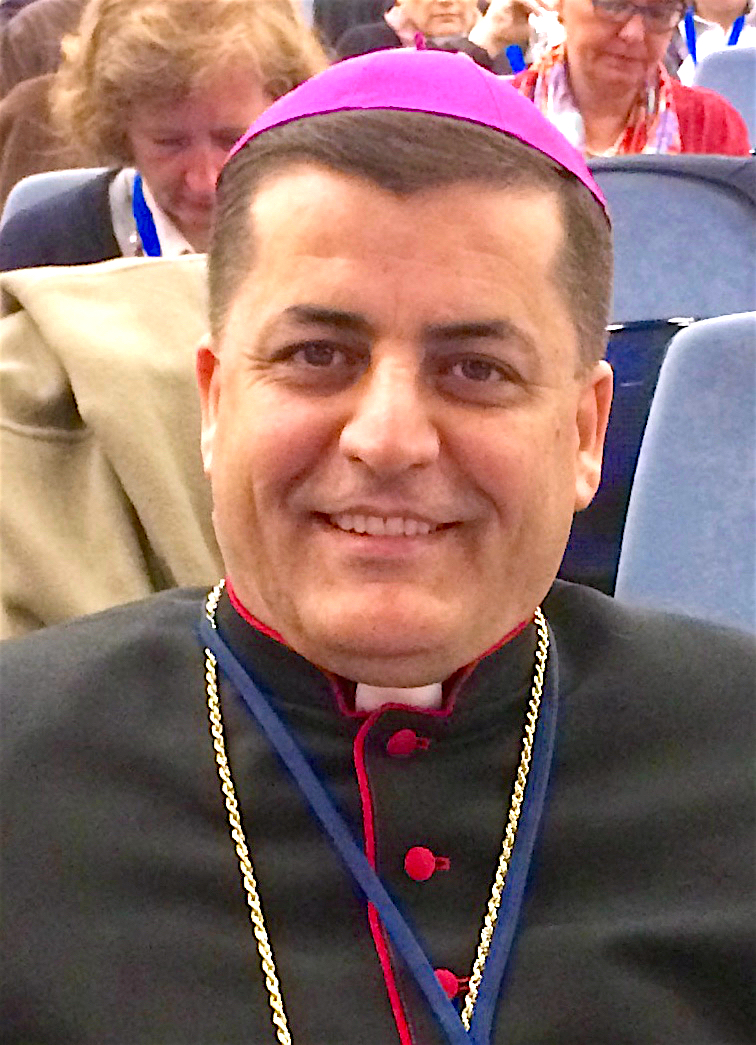
Basel Yaldo (Rom 2016)

Basel Yaldo (* 23. Mai 1970 in Telkaif, Irak) ist ein irakischer Geistlicher und Weihbischof im chaldäisch-katholischen Patriarchat von Bagdad.

## Leben
Basel Yaldo empfing am 23. November 2002 das Sakrament der Priesterweihe für die chaldäisch-katholische Erzeparchie Bagdad. 2007 wurde Yaldo in den Klerus der Eparchie Saint Thomas the Apostle of Detroit inkardiniert.
Die Synode der chaldäisch-katholischen Bischöfe wählte ihn zum Weihbischof im Patriarchat von Babylon. Papst Franziskus stimmte seiner Wahl zum Weihbischof im Patriarchat von Babylon am 15. Januar 2015 zu und ernannte ihn zum Titularbischof von Bethzabda. Am 6. Februar desselben Jahres spendete ihm der chaldäisch-katholische Patriarch von Babylon, Louis Raphaël I. Sako, die Bischofsweihe. Mitkonsekratoren waren Shlemon Warduni, Weihbischof im Patriarchat von Babylon, und Frank Kalabat, Bischof von Saint Thomas the Apostle of Detroit.